# Hanseatische Verlagsanstalt

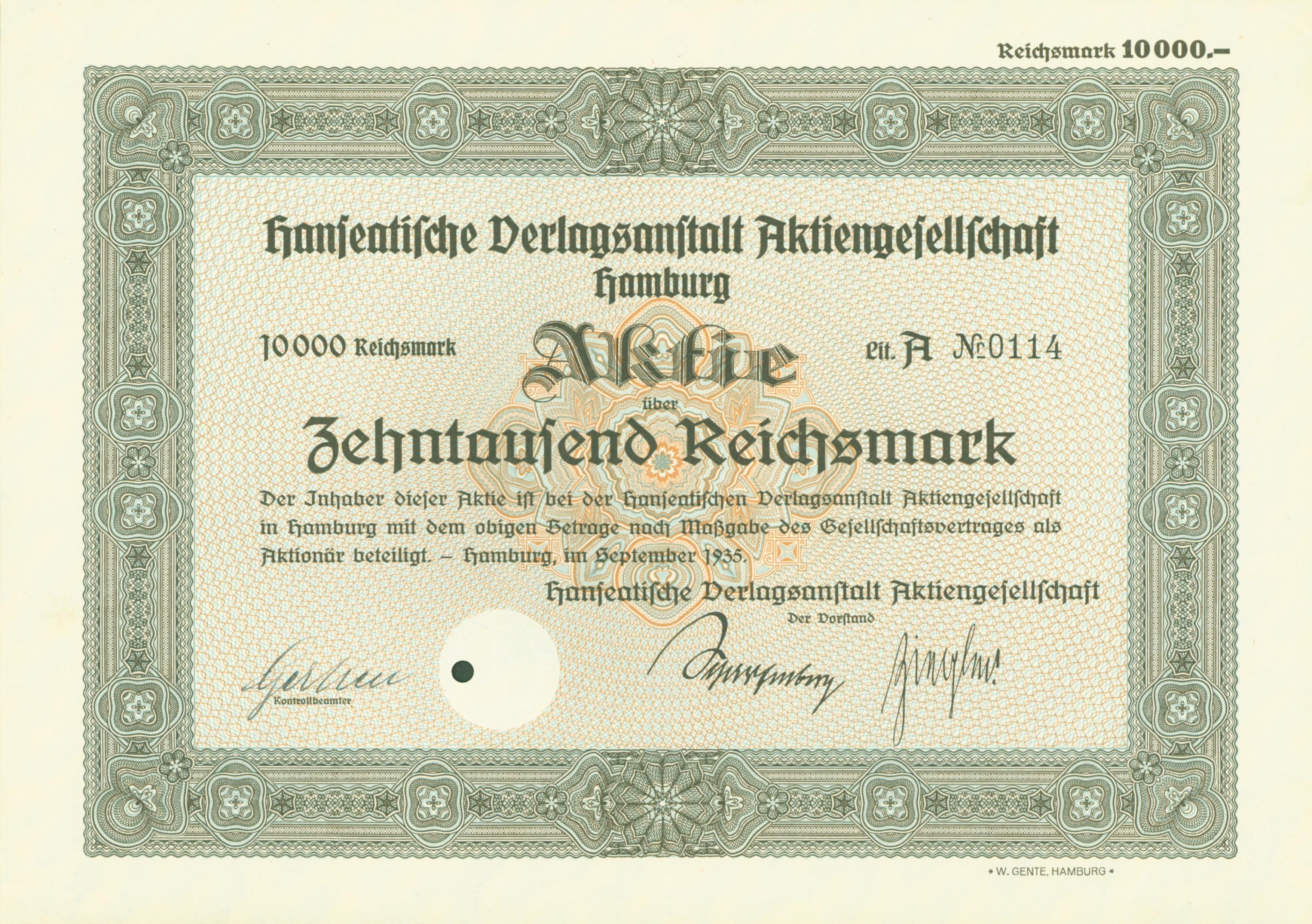
Aktie über 10000 RM der Hanseatischen Verlagsanstalt AG vom September 1935

Früheres Gebäude der Hanseatischen Druckanstalt, Hamburg-Wandsbek, Holzmühlenstraße 86

Die Hanseatische Verlagsanstalt (HAVA) war ein 1917 in Hamburg gegründeter und bis 1942 bestehender Buchverlag.

## Geschichte
Vorgängergesellschaft war die 1893 gegründete Hanseatische Druck- und Verlagsanstalt eGmbH. Bis 1920 hieß sie Deutschnationale Verlagsanstalt AG.
Die HAVA gehörte zusammen mit dem Langen Müller Verlag und der Deutschen Hausbücherei bis 1933 zum Buchhandelskonzern der konservativen Angestelltengewerkschaft Deutschnationaler Handlungsgehilfen-Verband (DHV). Nach der „Machtergreifung“ durch die Nationalsozialisten im Jahr 1933 ließ sich der DHV gleichschalten. 1936 wurde der Verband samt Verlag in die Deutsche Arbeitsfront eingegliedert. Mit Ende des Geschäftsjahres 1942 wurde die Verlagsanstalt aufgelöst, aber die Arbeit von verschiedenen Körperschaften durch bisherige Vorstandsmitglieder weitergeführt. So übernahm den Druckereibetrieb die Hanseatische Druckanstalt GmbH, die Verlagsinteressen wurden von der Hanseatische Verlagsanstalt Benno Ziegler KG vertreten, während die Gesellschaft als Deutsche Hausbücherei AG weiterbetrieben wurde. In dieser war zuvor die Bücherborn Deutsches Buchhaus GmbH aufgegangen.

## Verlagsprogramm

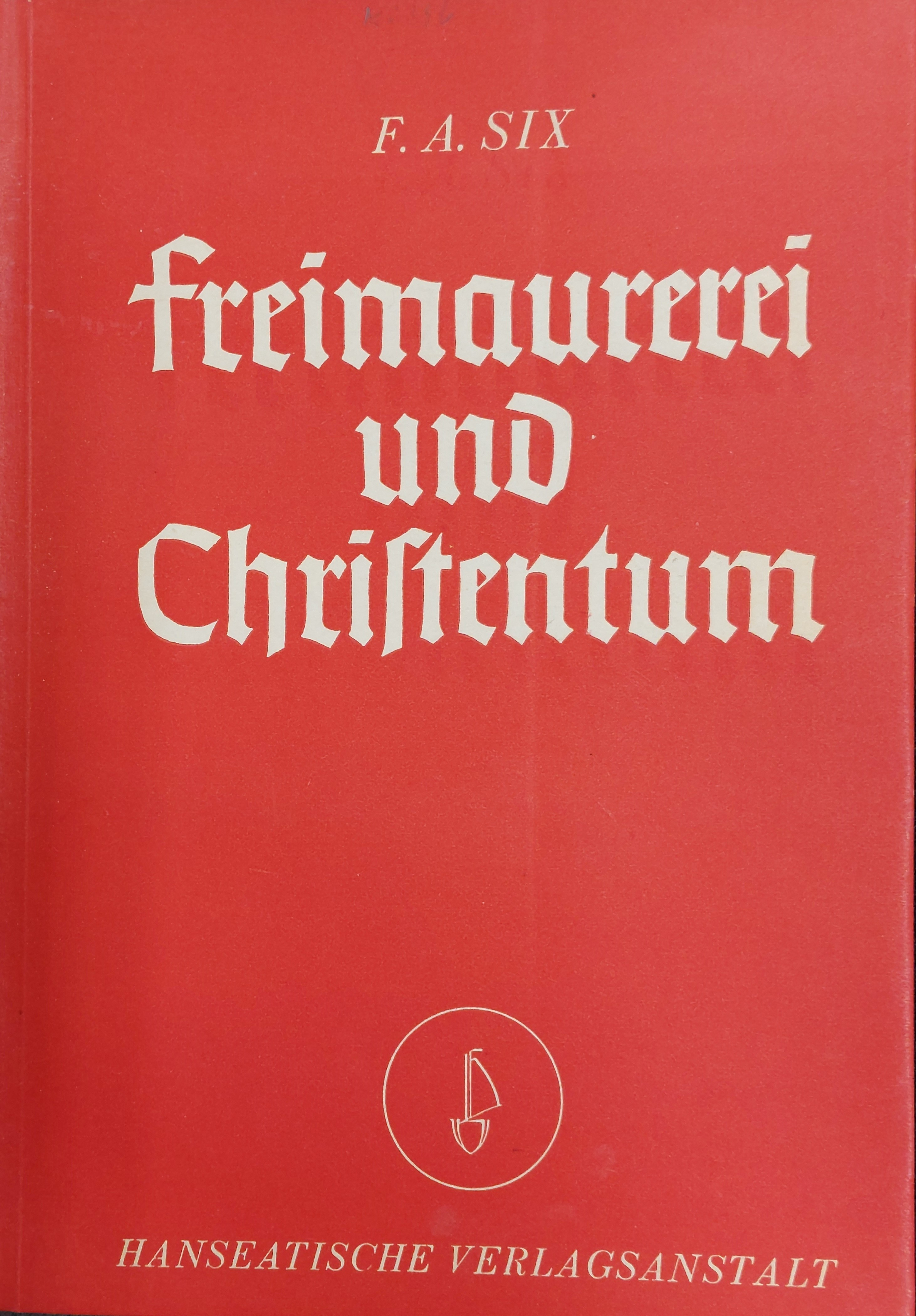
Nationalsozialistische Propagandaschrift von Franz Alfred Six (1940)

Der HAVA gelang es, sich nach 1933 durch die Zusammenarbeit und Verquickung mit Ministerien und Instituten buchhandelspolitische Schlüsselpositionen zu sichern. Sie belieferte den NS-Massenbuchmarkt mit Autoren wie Hans Friedrich Blunck oder Heinz Steguweit, produzierte aber auch für das traditionelle bürgerliche Lesepublikum und betreute so gegensätzliche Autoren wie die Schriftsteller Ernst Jünger, Werner Bergengruen oder den Juristen Carl Schmitt. Bestimmenden Einfluss im Verlag hatte der Publizist Wilhelm Stapel, der Kopf des Hamburger Kreises, einer Gruppe von Denkern, die der Konservativen Revolution zuzuzählen sind.
Eines der erfolgreichsten Publikationsprojekte waren die von den Kieler Hochschullehrern Georg Dahm, Karl August Eckhardt und Ernst Rudolf Huber herausgegebenen Grundzüge der Rechts- und Wirtschaftswissenschaft, eine juristische Lehrbuchreihe in der Zeit des Nationalsozialismus, von der zwischen 1935 und 1944 insgesamt 16 Bände zum Teil in mehreren Auflagen erschienen. Zwischen 1917 und 1938 erschien hier die nationalkonservative Zeitschrift Deutsches Volkstum. Monatsschrift für das deutsche Geistesleben.